# Бельбек (аеропорт)
Бельбек — український аеропорт, з 2014 року авіабаза ПКС Росії на окупованому Кримському півострові. До окупації Криму Росією у 2014 році — Міжнародний аеропорт Бельбек (IATA: UKS, ICAO: UKFB), що обслуговував місто Севастополь та інші міста Криму. Після окупації Криму 2014 року аеропорт було закрито для цивільної авіації.

## Розташування
Аеропорт розташовано за 2,5 км від транспортної розв'язки Сімферополь — Севастополь  / Ялта — Аеропорт «Бельбек», поблизу села Фруктове, на південному заході Криму, на березі моря, на території підпорядкованій Нахімовському району Севастополя. На північній стороні міста примикає впритул до мікрорайону Любимівка. Відстань до південної частини Севастополя становить 25 км, до площі Захарова (головна площа Північної сторони) — 9 км, до Сімферополя — 50 км та близько 95 км до Ялти.

## Історія
Назва аеропорту походить від однойменної річки (крим. Belbek, Бельбек)
Аеродром відкритий у червні 1941 року, після початку війни на ньому розміщувався військовий винищувальний авіаполк. Спочатку ґрунтовий, після війни отримав бетонну злітно-посадкову смугу, але залишався виключно військово-винищувальних аеродромом. У другій половині 1980-х, після приходу до влади Горбачова, смугу було збільшено і покращено, через те, що аеродром використовувався ним при проходженні на президентську дачу в Форос. Саме це згодом дозволило використовувати аеродром у цивільних цілях. Військове використання аеродрому продовжується до цього дня, на ньому базується винищувальний авіаполк. У 1990-х рр. літаки Су-15ТМ були замінені на Су-27, згодом там стали базуватися виключно МІГ-29.
З липня 2002 р. розпочаті цивільні перевезення. У грудні 2002 року аеропорт отримав ліцензію і на міжнародні авіаперевезення. У період з 2002 по 2007 року було здійснено понад 2,5 тис. авіарейсів, перевезено близько 25 тис. пасажирів. У 2007-му році цивільні перевезення тимчасово припинені.
Навесні 2010 року Севастопольська міська адміністрація заявила про відновлення роботи цивільного аеропорту. 30 квітня 2010 авіакомпанія «Дніпроавіа» заявила про введення рейсів з Севастополя до Дніпропетровська, Києва і Москви[джерело?].
Кабінет Міністрів України у 2008 році резервував землю під розширення аеропорту, однак цього не сталося.
28 лютого 2014 року аеропорт був захоплений російськими військами та приймав в цей час російські військові літаки.

### Авіабаза Росії
Після окупації Криму Росією на аеродромі розташували 38-й винищувальний авіаційний полк 27-ї змішаної авіаційної дивізії 4-ї армії ВПС і ППО Росії. У складі полку 2 ескадрильї з літаками Су-27СМ, Су-30М2, Су-27П, Су-27УБ. Матчастину й особовий склад взяли з полків ВПС в Центральній Угловій (Владивосток), Дземгі (Комсомольськ-на-Амурі), Бесовця (Петрозаводськ) й Кримська (Краснодарський край). Кілька літаків надійшли з заводів.
Всього на аеродромі планується розміщення 24 бойових й 6 навчально-бойових літаків.
Близько половини всього особового складу колишньої української 204-ї бригади тактичної авіації зрадили українській присязі й перейшли на службу у ВПС Росії.
Велика частина розташованих на аеродромі літаків української 204-ї бригади тактичної авіації навесні 2014 року було повернуто Україні й перевезена наземним транспортом до Миколаєва, де була передислокована бригада[джерело?]. У квітні 2014 року передача військової техніки України за рішенням міністра оборони РФ Сергія Шойгу була припинена у зв'язку з початком російсько-української гібридної війни на сході України. Таким чином у Бельбеку залишилися 7 українських МіГ-29, 2 МіГ-29УБ й 3 L-39M1, що через їх аварійний стан використовувати практично неможливо.
За даними на листопад 2018 року, опублікованими Міністерством з питань тимчасово окупованих територій України з посиланням на дані супутникової зйомки, на аеродромі Бельбек базувалося 24 винищувачі, в тому числі 16 СУ-27 різних модифікацій й 8 МІГ-29, а також близько 150 одиниць спеціальної й військової техніки; на думку української сторони це може свідчити про те, що це підвищує можливості по прийому на аеродром військовий авіації, в тому числі й стратегічної. За українською урядовою інформацією у Бельбеці базується 2 полки ПКС РФ.
За повідомленням пресслужби Міноборони Росії, 22 грудня 2018 року очікувався переліт на «Бельбек» більш як 10 винищувачів Су-27СМ і Су-30М2 з аеродрому «Кримськ»; винищувачі будуть постійно дислокуватися на севастопольському аеродромі.
Наприкінці листопада 2018 року Міноборони Росії повідомило про завершення реконструкції злітно-посадкової смуги довжиною 3450 м, а 22 грудня на неї здійснили технічну посадку 2 винищувачі Су-30М2. Реконструйована смуга стала смугою подвійного призначення й може приймати військові та цивільні літаки всіх типів.

### Повномасштабне російське вторгнення

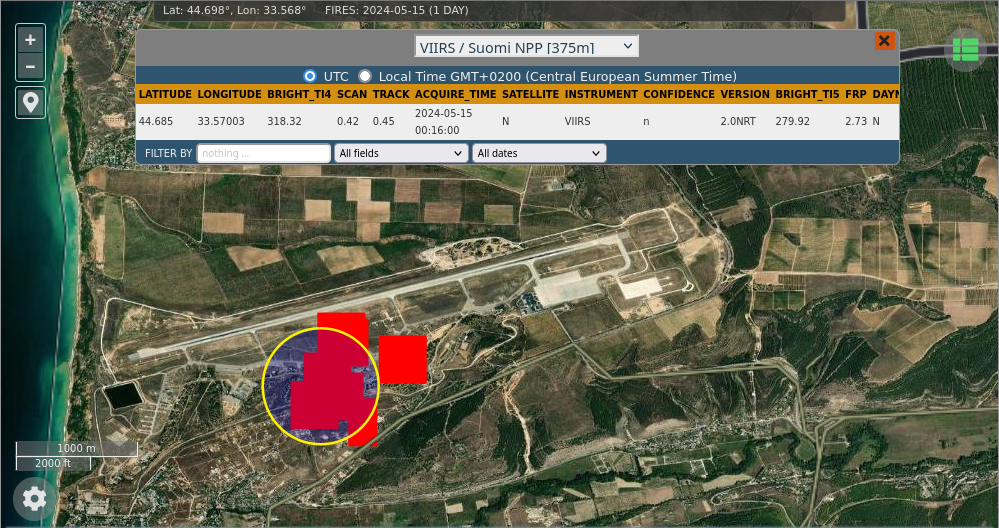
Супутниковий знімок Система пожежної інформації для управління ресурсами НАСА пожежі 15 травня 2024 року 00:16:00 (UTC)

В ніч на 15 травня 2024 року на військовому аеродромі «Бельбек» знищено два літаки МіГ-31, ЗРК С-400, паливний склад, а також здетонував склад ракетно-артилерійського озброєння. Серед особового складу є загиблі та постраждалі.
У грудні 2024 року стало відомо, що РФ почала будівництво посилених укриттів  для захисту літаків на аеродромі.

## Інциденти
- 1 жовтня 2022 року на аеродромі «Бельбек» в окупованому Криму під час зльоту викотився та вибухнув МіГ-31, що є носієм ракет «Кинджал»; штурман катапультувався, льотчика розірвало[15].

## Технічні характеристики
Аеропорт Бельбек має злітну смугу розмірами 3007×8 м класу «Б», призначена для приймання повітряних суден всіх типів. Максимальна злітна вага повітряного судна необмежена. Класифікаційне число покриття — 34/R/A/X/T. Магнітний курс посадки становить 065/245. Світлосигнальне обладнання — «Луч-2МУ».